# Estat Islàmic – Província del Caucas
L'Estat Islàmic - Província del Caucas (en àrab: الدولة الإسلامية - ولاية القوقاز) és una branca activa de l'Estat Islàmic (ISIL) que és activa a la regió del Caucas del Nord de Rússia. L'IS anuncià la formació del grup el 23 de juny del 2015 i van nomenar Rustam Asildarov com a primer emir de la província. Tot i que l'any 2017 va ser derrotat militarment com a força organitzada, alguns llops solitaris encara actuen en nom de l'Estat Islàmic.
No ha de confondre's amb el grup paramilitar txetxè Ajnad al-Kavkaz

## Fundació
Exmembres notoris de l'Imarat Kavkaz (organització salafista gihadista del Caucas) comencen a canviar la seva altar a l'emir de l'estat islàmic Abu Bakr al-Baghdadi a finals del 2014. A mitjan 2015, molts comandants dels Emirats d'en Imarat Kavkaz emigren a l'ISIL deixant a darrere el seu lideratge com emirs.

## Furat Media Center destacà la proíncia del Caucas

### Caravana demàrtirs4: ABDULLAH INGUSHI, 2016 (Any Hijri 1438)

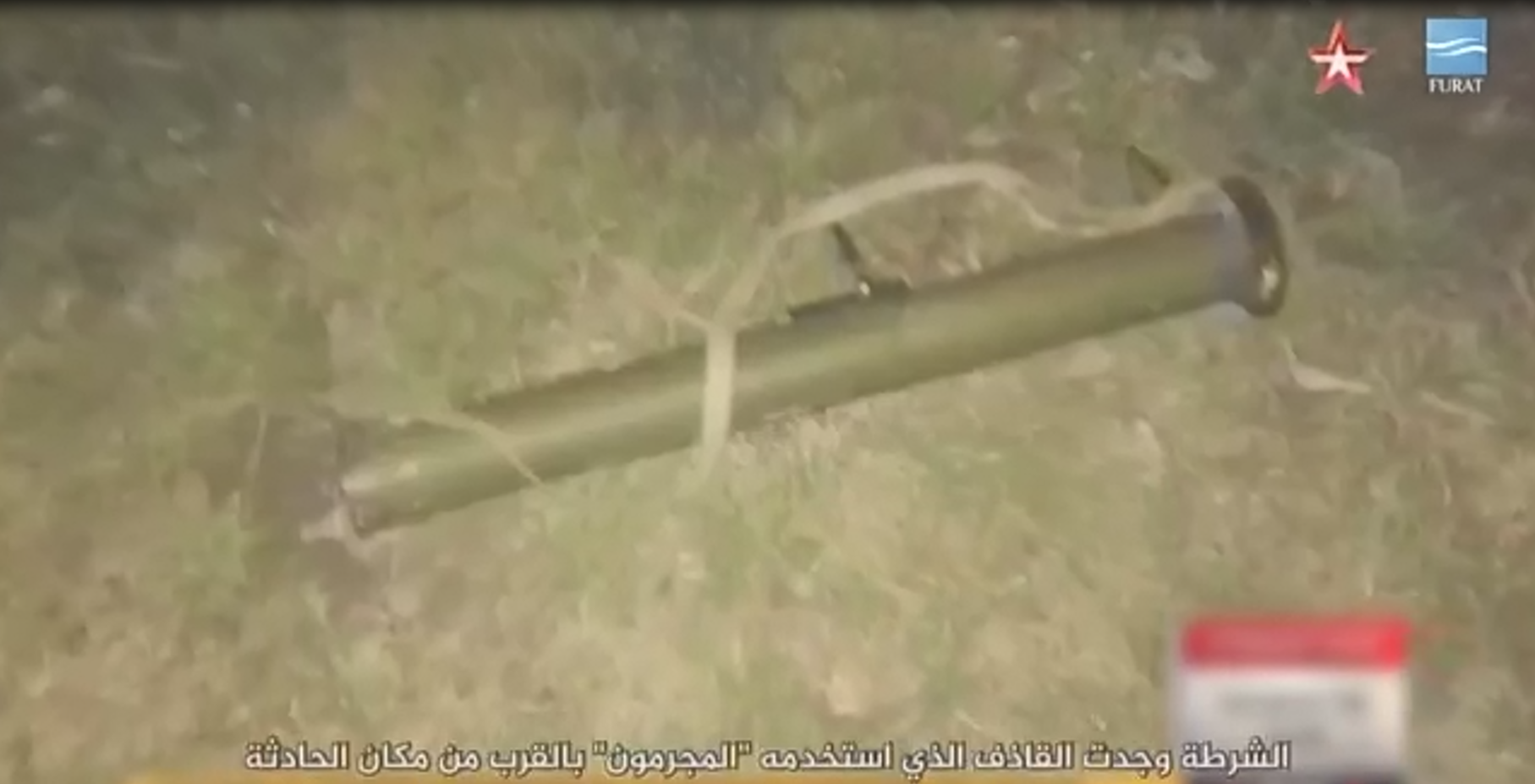
M72 LAW utilitzada per a un atemptat contra uns policies a Malgobek, Ingúixia.
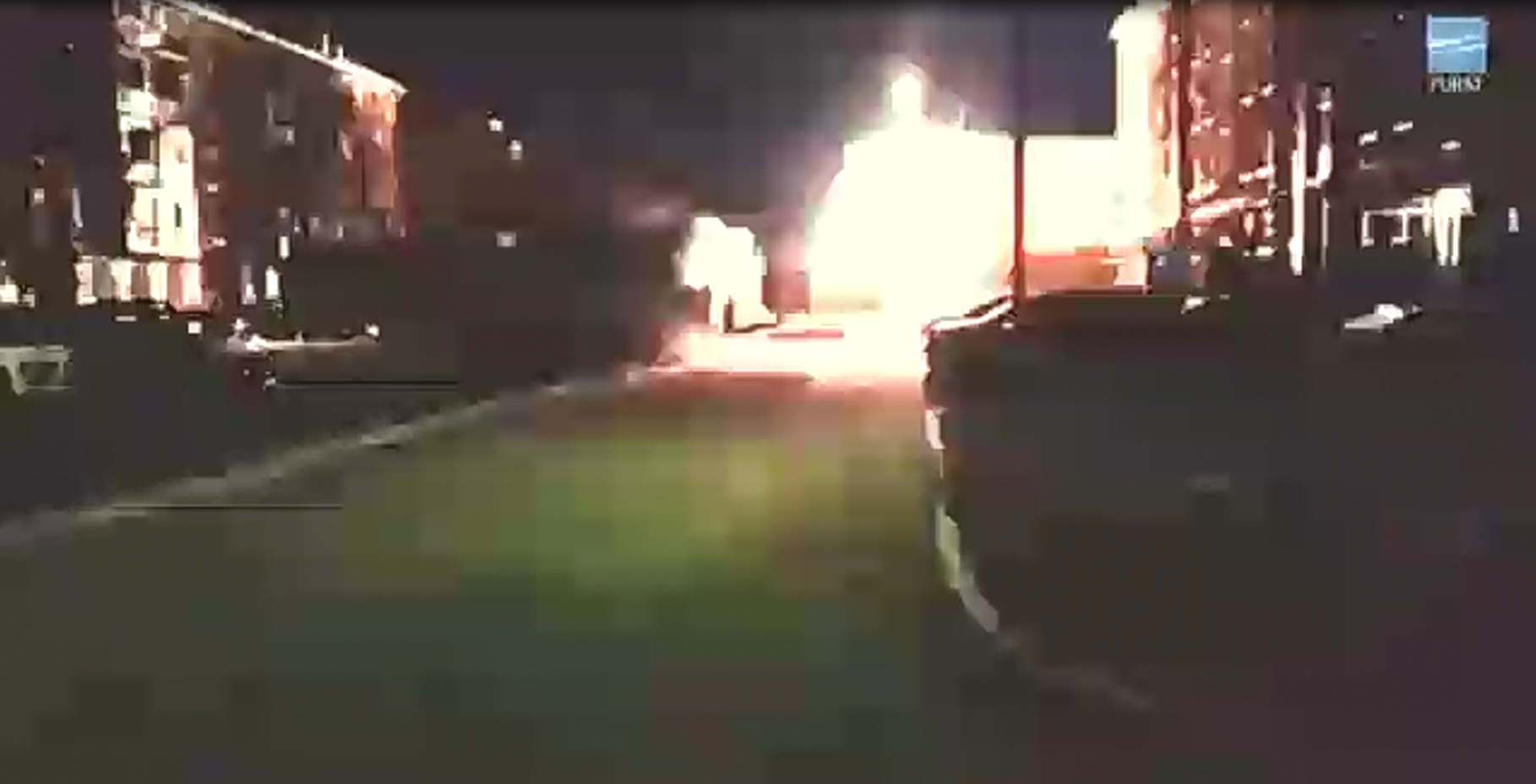
Míssil del M72 LAW impactà contra l'edifici on es trobaven els policies.
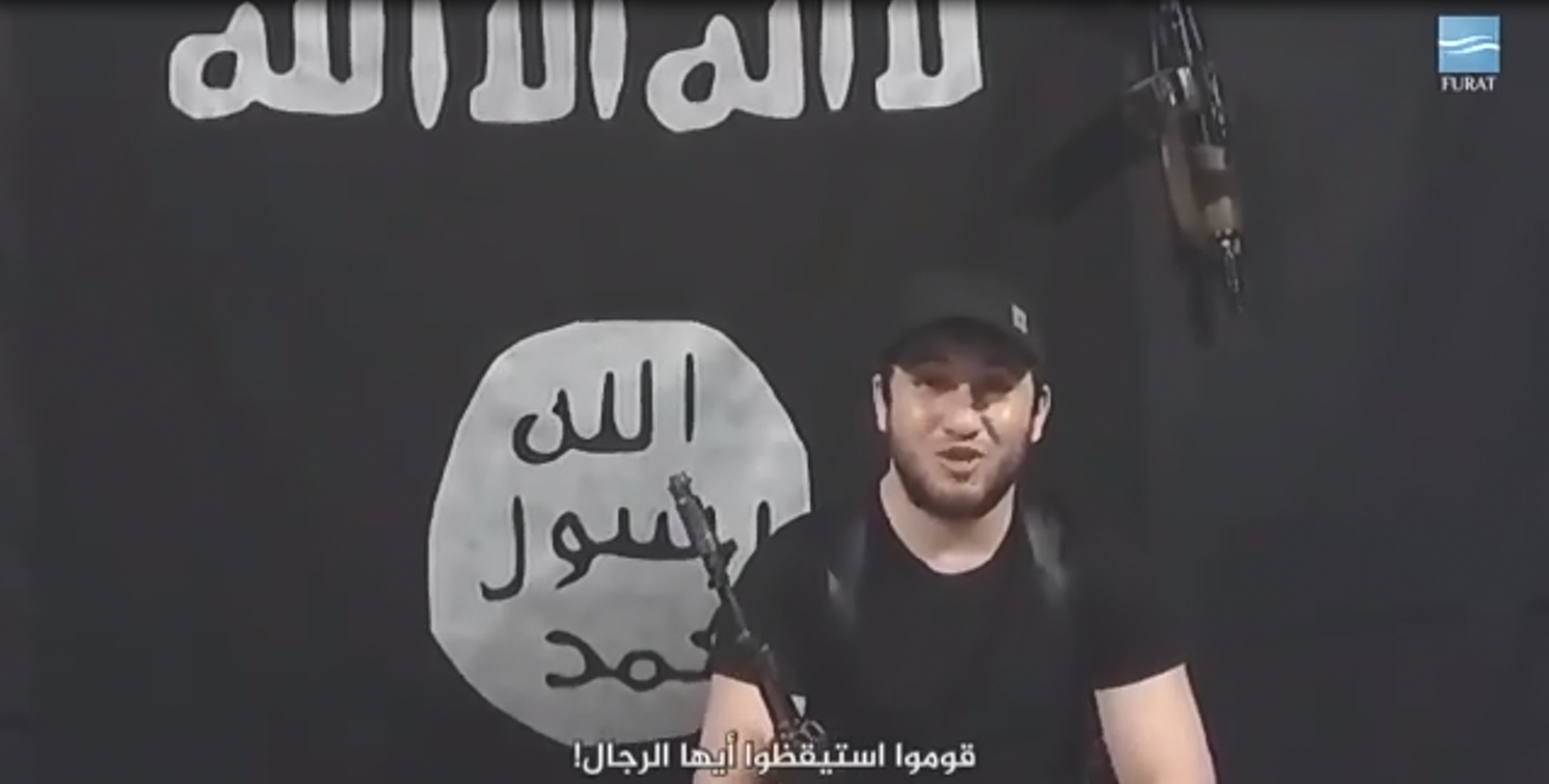
Abullah, el responsable de l'atemptat donà un discurs a favor de l'Estat Islàmic.